# Capurso
Capurso es una localidad italiana de la provincia de Bari, región de Puglia, con 15.230 habitantes. Un locaction basada Capurso de la ficción popular de la televisión italiana ' ' Yo Comisastri ' ' Piero Bagnardi.

## Evolución demográfica
| Gráfica de evolución demográfica de Capurso entre 1861 y 2001 |
|                                                               |
| Fuente ISTAT - elaboración gráfica de Wikipedia               |